# Рок-Коляда
Рок-Коляда — щорічний музичний фестиваль, що відбувається у Львові після Різдва Христвого, особливістю якого є те, що колядки та щедрівки виконуються не у традиційному народному звучанні, а у етно-роковому стилі. Організовується мистецькою агенцією «Наш формат» і проходить в Хмільному домі Роберта Домса. Вперше фестиваль пройшов у 2009 році.

Святослав Роман, координатор проеку, так окреслив ідею фестивалю: 
|  | Рок-Коляда — це гарне поєднання минулого із сучасним, молодь співає колядки, під музику, яку слухає. Ми вважаємо, що потрібно давати свіже дихання, свіжу кров у народні колядки. Ми хочемо спонукати рок-гурти до запису колядок в новому виконанні під гітару, барабани, під незвичне аранжування, так ми відроджуємо забуті колядки та щедрівки і продовжуємо життя добре знаним |